# Xystochroma neglectum
Xystochroma neglectum är en skalbaggsart som först beskrevs av Pierre Émile Gounelle 1911.  Xystochroma neglectum ingår i släktet Xystochroma och familjen långhorningar. Inga underarter finns listade i Catalogue of Life.